# Kraftwerk Bruce Mansfield
Das Kraftwerk Bruce Mansfield ist ein Kohlekraftwerk im Beaver County in Pennsylvania. Es befindet sich am linken Ufer des Ohio River in der Gemeinde Shippingport, etwa 40 km westlich von Pittsburgh. Wie das benachbarte Kernkraftwerk Beaver Valley wird es von FirstEnergy betrieben.
Das Kraftwerk besteht aus drei Blöcken mit einer Leistung von zusammen 2490 Megawatt. Diese wurden zwischen 1976 und 1980 in Betrieb genommen. Die beiden älteren Blöcke verfügen über je einen 289,6 m (950 ft) hohen Schornstein, der Kamin von Block drei ist 600 ft (183 m) hoch. Jeder der drei Kühltürme hat eine Höhe von 125 m (410 ft). Das gesamte Betriebsgelände umfasst eine Fläche von 1,9 km² (473 acres). Unter Volllast kann das Bruce-Mansfield-Kraftwerk 59 Mio. Kilowattstunden Strom pro Tag erzeugen.
Pro Jahr werden sieben Millionen Tonnen  Kohle verbrannt, diese wird hauptsächlich per Frachtkahn über den Ohio River angeliefert. An das Kraftwerk angeschlossen ist eine Fabrik, welche den bei der Rauchgasentschwefelung erzeugten Gips zu Gipskartonplatten verarbeitet.
2016 wurde das Kraftwerk aufgrund geringer Strompreise eingemottet.
| Einheit | Betrieb ab | Leistung (MW) |
| ------- | ---------- | ------------- |
| 1       | 1976       | 830           |
| 2       | 1977       | 830           |
| 3       | 1980       | 800           |

## Umwelt
Nach Angaben von FirstEnergy wurde ein Drittel der Baukosten von insgesamt 1,4 Mrd. US-Dollar in Umweltschutzmaßnahmen investiert. Das Kraftwerk verfügt über Anlagen zur Entstaubung, Stickoxid- und Schwefeldioxidfilterung, trotzdem sind die Umweltbeeinträchtigungen teils erheblich. So war das Bruce-Mansfield-Kraftwerk mit einem CO2-Ausstoß von 17,4 Mio. Tonnen 2007 das Kraftwerk mit der größten Kohlendioxid-Emission in Pennsylvania und belegte Platz 16 in den Vereinigten Staaten.
Ein weiteres Umweltproblem stellt die Flugaschen-Deponie des Kraftwerks acht Kilometer weiter westlich am Little Blue Run dar. Der milchig-türkise See enthält diverse Schwermetalle sowie Arsen und Selen. Wegen unmittelbarer Gefährdung von Menschen bei einem möglichen Dammbruch ist das Reservoir auf einer von der EPA erstellten Liste von 49 potenziell gefährlicher derartiger Anlagen.